# 哈毕日嘎镇
哈毕日嘎镇，是中华人民共和国内蒙古自治区锡林郭勒盟正蓝旗下辖的一个乡镇级行政单位。

## 行政区划
哈毕日嘎镇下辖以下地区：
胡鲁斯台社区、庆丰村、乌兰霍图勒村、其木德村、民胜村、三道沟村、二道营子村、二架子村、山嘴村、辉斯高村、朝阳沟村、单井呼都嘎村、北胡鲁斯台村、南胡鲁斯台村、红星村、东风村、民乐村、大营子村、后半台村、前半台村和道楞呼都嘎村。